# Route nationale 149 (France)
Pour les articles homonymes, voir Route nationale 149.
La route nationale 149, ou RN 149, est une route nationale française reliant Nantes à Poitiers, ancienne route nationale 148bis.

## Dédoublement par la RN 249
Elle est doublée par la RN 249 entre Nantes, Cholet et Bressuire, ce qui a eu pour effet de réduire la circulation sur le tronçon Nantes - Mortagne-sur-Sèvre.
Ensuite, elle devient un itinéraire très fréquenté par de nombreux véhicules et poids lourds (jusqu'à 20 000 véhicules par jour), au cœur de l'axe Nantes-Poitiers-Limoges. Difficilement adaptée à un tel trafic, et notamment parce qu'elle traverse de nombreuses agglomérations, la route a nécessité plusieurs aménagements de sécurité dont le plus visible est la déviation de Bressuire aménagée en 2×2 voies depuis 1997.
À terme, tout l'axe Nantes-Poitiers devrait être aménagé en 2×2 voies, nommé RN 249. Pour l'instant, la RN 149 ne compte que deux 2×2 voies significatives : 
- depuis novembre 2014, le tronçon allant de la Rocade de Nantes jusqu'au contournement est de Bressuire inclus soit environ 96 km classé en route express ;
- entre Parthenay et La Ferrière-en-Parthenay, tronçon qui ne mesure que 4,4 km.

## Déclassements
À la suite de la création de la RN249, elle a été déclassée en RD 949 dans sa traversée de Maine-et-Loire entre Torfou et la Vendée. Seule la section de Nantes à Poitiers reste dans le réseau routier national. Depuis 2006, elle a été déclassée en RD 149 dans la Loire-Atlantique et dans la Vendée jusqu'à Mortagne-sur-Sèvre. Puis en 2014, elle fut déclassée entre Cholet et Bressuire à la suite de l'ouverture de la voie rapide.
À noter qu'elle forme en partie la route touristique du vignoble nantais.
Avant la réforme de 1972, la RN 149 reliait Les Sables-d'Olonne à Fontenay-le-Comte : elle a été déclassée en RD 949.

## Caractéristiques
- voie rapide à 2×2 voies entre la Ferrière-en-Parthenay et Parthenay (3,5 km)
- voie rapide à 2×2 voies du Boulevard Périphérique de Nantes au contournement Est de Bressuire (96 km)
- créneau de dépassement à l'ouest de Vouillé à 2×2 voies (sens Poitiers - Nantes 700 m, sens inverse 900 m)
- le reste de la route est provisoirement à 2×1 voies.

## Tracé actuel: de Nantes à Poitiers

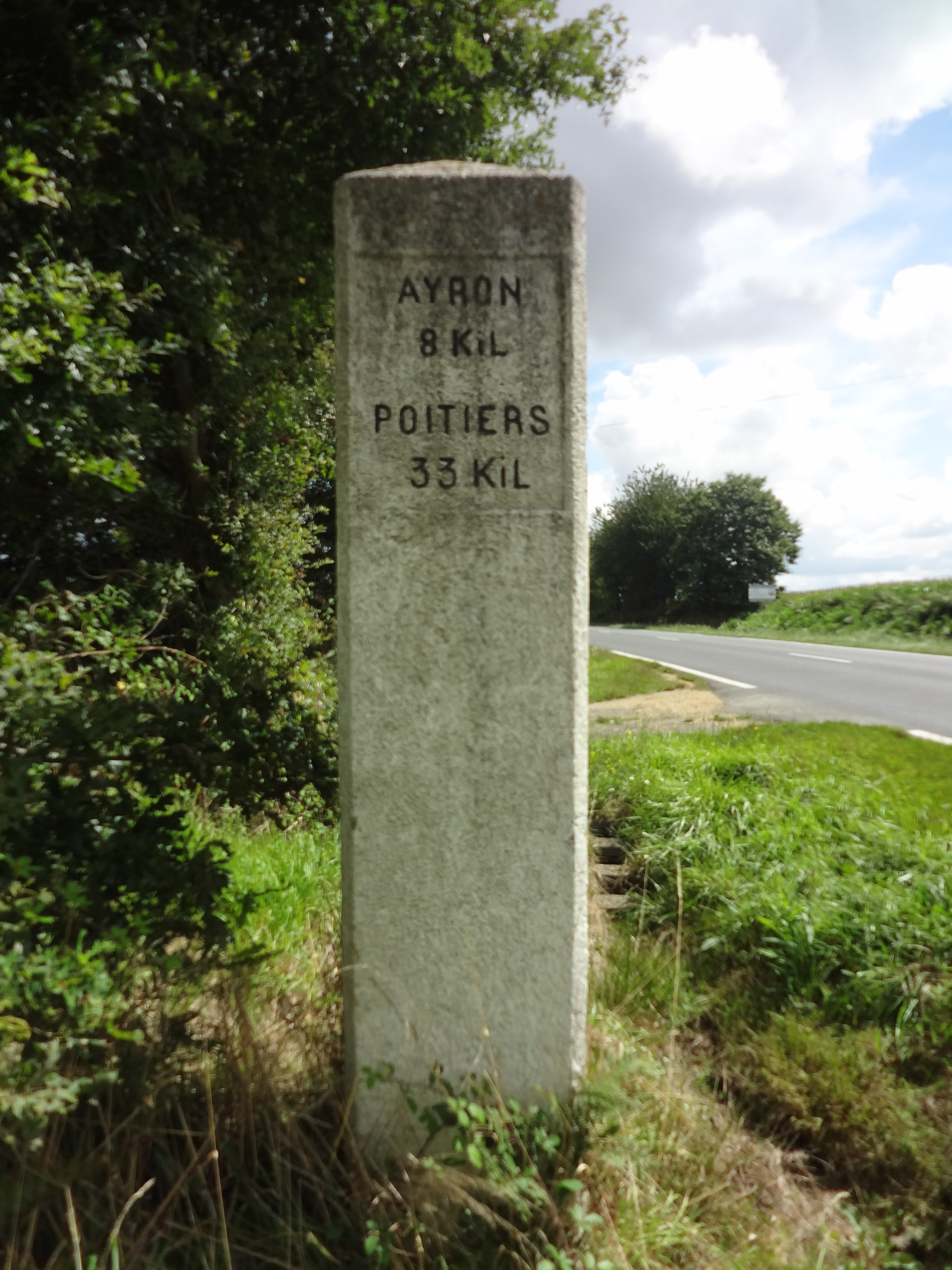
Borne interdépartementale.

Les communes traversées sont :
Tracé déclassé en 2006
- Saint-Sébastien-sur-Loire (km 3)
- Vertou (km 6)
- Clisson (km 26)

Tracé déclassé en 2014
- Torfou (km 39)
- Mortagne-sur-Sèvre (km 53)
- Mauléon (km 71)

Tracé actuel
- Bressuire (km 96)
- Parthenay (km 137)
- Vouillé (km 169)
- Poitiers (km 179)

## Voies rapides
Déviation de Bressuire
- Voie rapide sur 8 km à 110 km/h
- (demi échangeur) : Bressuire, Argenton les Vallées
- : Thouars, Saumur, Angers, Bressuire
- Fin de voie rapide

Section Parthenay - La Ferrière-en-Parthenay
- Voie rapide sur 3,5 km sans sorties à 110 km/h
- Fin de voie rapide

## Ancien tracé: des Sables-d'Olonne à Fontenay-le-Comte (D 949)
Les communes traversées sont :
- Les Sables-d'Olonne ;
- Talmont-Saint-Hilaire ;
- Avrillé ;
- Saint-Cyr-en-Talmondais ;
- Luçon ;
- Les 4 Chemins, commune de Sainte-Gemme-la-Plaine ;
- Nalliers ;
- Mouzeuil-Saint-Martin ;
- Fontenay-le-Comte.

- À Saint-Cyr-en-Talmondais.
- À Avrillé.